# Mariene ecoregio Carolina's
De Mariene ecoregio Carolina's (42) (Engels: Carolinian marine ecoregion) is een biogeografische regio en ligt in het westen van de Atlantische Oceaan in de Mariene provincie Warme Gematigde Noordwestelijke Atlantische Oceaan (6) in het Marien rijk Gematigde Noordelijke Atlantische Oceaan. De mariene ecoregio is vastgesteld door het World Wide Fund for Nature en The Nature Conservancy en is vernoemd naar de Carolina's, de staten North Carolina en South Carolina.
In het noordoosten grenst het gebied aan de mariene ecoregio Virginia (41), in het zuiden aan de mariene ecoregio Bahama's (63) en in het zuidwesten aan de mariene ecoregio Florida (70).

## Geografie
De mariene ecoregio ligt in het westen van de Atlantische Oceaan voor de zuidoostkust van de Verenigde Staten met de staten North Carolina, South Carolina, Georgia en Florida. Het gebied strekt zich uit van Swansboro bij Jacksonville (North Carolina) tot aan de kust bij Orlando en omvat meerdere kleinere inhammen in de kust.
Door het gebied stroomt de Golfstroom, onderdeel van de Noord-Atlantische gyre.

## Biogeografie
Het gebied kent zeeleven dat houdt van gematigde temperaturen.